# Каролеи
Каролеи је насеље у Италији у округу Козенца, региону Калабрија.
Према процени из 2011. у насељу је живело 1320 становника. Насеље се налази на надморској висини од 622 м.

## Становништво
| 1951. | 1961. | 1971. | 1981. | 1991. | 2001. | 2011. |
| ----- | ----- | ----- | ----- | ----- | ----- | ----- |
| 3.931 | 3.080 | 2.563 | 3.058 | 3.536 | 3.543 | 3.462 |